# Linia kolejowa Schönebeck – Glindenberg
Linia kolejowa Schönebeck – Glindenberg – zelektryfikowana magistrala kolejowa przebiegająca przez Magdeburg w kraju związkowym Saksonia-Anhalt, w Niemczech. Linia wykorzystywana jest w ruchu towarowym, w celu odciążenia magdeburskiego węzła kolejowego.